# Isolde Stangner
Isolde Stangner (* 2. August 1941 in Schlotheim) ist eine deutsche Pädagogin – sie war als parteilose Politikerin für die PDS in Thüringen von 1999 bis 2004 Abgeordnete des Thüringer Landtags.

## Werdegang
Von 1958 bis 1961 studierte Stangner am Institut für Lehrerbildung und machte dort den Abschluss als Unterstufenlehrerin. Danach arbeitete sie in diesem Beruf bis 1976. Anschließend studierte sie bis 1978 an der Pädagogischen Hochschule „Dr. Theodor Neubauer“ Erfurt/Mühlhausen und schloss das Studium als Diplom-Pädagogin mit der Lehrbefähigung für Methodik des Deutschunterrichts ab. Von 1978 bis 1991 war sie wissenschaftliche Mitarbeiterin, dazwischen erfolgte 1984 ihre Promotion A zum Dr. paed.  Von 1991  bis 1999 arbeitete Stangner als Referentin für Hochschule und Forschung.

## Veröffentlichungen
- Zu Möglichkeiten der didaktischen Differenzierung im Leseunterricht der Klasse 2. Erfurt/Mühlhausen 1984, Pädag. Hochsch., Dissertation A[2]
- Krause, Jürgen; Stangner, Isolde: Hochschule und Forschung Thüringens in der Haushaltsdiskussion 1995 – eine GEW-Dokumentation. Erfurt 1995.  Herausgegeben von der Gewerkschaft Erziehung und Wissenschaft Thüringen, Referat Hochschule und Forschung.[3]
- Krause, Jürgen; Röhreich, Jürgen; Stangner, Isolde: Der öffentliche Dienst des Freistaates Thüringen – Struktur, Beschäftigte, Stellen, Probleme – das kleine GEW-Kompendium. Erfurt 1998[4]